# Ду-Пейдж (округ)
Ду-Пейдж, также Дью-Пейдж — округ, расположенный в американском штате Иллинойс. Его главным городом является Уитон. Этот округ является частью агломерации Чикаго. Население, по оценкам Бюро переписи населения США за 2008 год, составляет 930 528 человек, что делает его вторым по численности населения среди округов Иллинойса после округа Кук, граничащего с ним на севере и востоке. Округ делится на девять различных районов: Аддисон, Блумингдейл, Даунерс-Гров, Йорк, Лайл, Милтон, Нейпервилл, Уинфилд и Уэйн. Большая часть Ду-Пейдж пользуется кодами 630 и 331. Тем не менее, районы, которые находятся в городе Чикаго, имеют код 773, в первую очередь части Аэропорта О’Хара.
Давно известный как один из самых богатых округов страны, Ду-Пейдж перешёл от аграрного типа экономики к мелкому предпринимательству. В настоящее время доход на душу населения в округе самый высокий на Среднем Западе. 19 городов в округе имеют хозяйство на $ 100 000.
Самый большой город округа — Нейпервилл. Далее следуют Уитон и Даунерс-Гров. Небольшая часть города Чикаго, расположенная на территории округа, скопила в себе, в основном, небольшие коммерческие здания; по оценке переписи, там проживает всего лишь 230 жителей.

## История
В 1857 году законодательный орган штата Иллинойс разрешил провести выборы, чтобы решить вопрос о том, оставить ли административный центр округа Ду-Пейдж в Нейпервилле или переместить в более центрально расположенный Уитон, где, кроме того, имелось железнодорожное сообщение. Нейпервилл выиграл выборы с результатом 1542 голоса против 762. Но соперничество между двумя городами продолжилось в течение следующего десятилетия, и в 1867 году состоялись ещё одни выборы, на которых Уитон с небольшим перевесом победил с результатом 1686 голосов против 1635. Город Уитон, потратив 20 000 долларов, быстро построил здание окружного суда, в котором разместились зал суда, офисы округа и окружная тюрьма. Здание было открыто 4 июля 1868 года. Нейпервилл некоторое время всячески саботировал переезд органов власти, но после Великого чикагского пожара 1871 года это противостояние отошло на второй план, а затем и вовсе сошло на нет.

## География
По данным Бюро переписи США, общая площадь округа равняется 870,241 км2, из которых 846,931 км2 — суша, и 8,900 км2, или 2,600 %, — это водоёмы.

## Население
По данным переписи населения 2000 года в округе проживает 904 161 житель в составе 325 601 домашнего хозяйства и 234 432 семей. Плотность населения составляет 1 050,00 человек на км2. На территории округа насчитывается 335 621 жилое строение, при плотности застройки около 388,00-ми строений на км2. Расовый состав населения: белые — 84,05 %, афроамериканцы — 3,05 %, коренные американцы (индейцы) — 0,17 %, азиаты — 7,88 %, гавайцы — 0,02 %, представители других рас — 3,12 %, представители двух или более рас — 1,71 %. Испаноязычные составляли 9,00 % населения независимо от расы.
В составе 37,00 % из общего числа домашних хозяйств проживают дети в возрасте до 18 лет, 60,90 % домашних хозяйств представляют собой супружеские пары, проживающие вместе, 7,90 % домашних хозяйств представляют собой одиноких женщин без супруга, 28,00 % домашних хозяйств не имеют отношения к семьям, 22,90 % домашних хозяйств состоят из одного человека, 6,80 % домашних хозяйств состоят из престарелых (65 лет и старше), проживающих в одиночестве. Средний размер домашнего хозяйства составляет 2,73 человека, и средний размер семьи 3,27 человека.
Возрастной состав округа: 26,70 % — моложе 18 лет, 8,20 % — от 18 до 24, 32,40 % — от 25 до 44, 22,80 % — от 45 до 64, и 22,80 % — от 65 и старше. Средний возраст жителя округа — 35 лет. На каждые 100 женщин приходится 97,20 мужчин. На каждые 100 женщин старше 18 лет приходится 94,20 мужчин.
Средний доход на домохозяйство в округе составлял 77 441 USD, на семью — 93 086 USD. Медианный заработок мужчины был 60 909  USD против 41,346 для женщины. Доход на душу населения составлял 38 458 USD. Около 2,40 % семей и 3,60 % общего населения находились ниже черты бедности, в том числе — 3,90 % молодежи (тех, кому ещё не исполнилось 18 лет) и 4,30 % тех, кому было уже больше 65 лет.